# Łątczany Dół
Łątczany Dół – porośnięty lasem wąwóz będący prawym odgałęzieniem Doliny Racławki. Pod względem administracyjnym znajduje się na terenie wsi  Paczółtowice w województwie małopolskim, pod względem geograficznym na Wyżynie Olkuskiej, będącej częścią Wyżyny Krakowsko-Częstochowskiej. Wąwóz opada w kierunku wschodnim. Jego górna część zaczyna się depresją już na polach uprawnych Paczółtowic, dolna już jako wąwóz opada przez porośnięte lasem zbocza Doliny Racławki do jej dna. Wylot wąwozu znajduje się nieco powyżej wylotu wąwozu Stradlina
Łątczany Dół to krótki, ale głęboko wcięty wąwóz. Jego dolna część (w obrębie lasu) znajduje się w obrębie rezerwatu przyrody Dolina Racławki. Po północnej stronie wąwozu biegnie podziemna linia wodociągowa doprowadzająca do Paczółtowic wodę z ujęcia na Źródle Bażana.